# سجاد آشوری
سجاد آشوری میدانی (زادهٔ ۲۵ تیر ۱۳۷۱ - قائم‌شهر) یک بازیکن فوتبال اهل ایران است که در پست مهاجم برای باشگاه فوتبال ملوان در لیگ برتر خلیج فارس بازی میکند.
از باشگاه‌هایی که در آن بازی کرده‌است می‌توان به پارسه تهران، پیکان، خونه به خونه و نساجی مازندران وذوب‌آهن اشاره کرد.

## دوران باشگاهی

### نساجی مازندران
سجاد آشوری در سال ۹۷ با عقد قراردادی یک ساله به عضویت نساجی مازندران درآمد و موفق شد در ۲۹ بازی در لیگ برتر برای نساجی ۴ گل و ۴ پاس گل بدهد و جزو تأثیر گذارترین بازیکنان نساجی بود. او از محبوبیت خاصی بین هوادران باشگاه فوتبال نساجی مازندران برخوردار است.
تراکتورسازی
در نیم فصل دوم لیگ برتر به باشگاه فوتبال تراکتورسازی پیوست. 

## افتخارات

#### تراکتور
- لیگ برتر خلیج فارس (۱): ۰۴–۱۴۰۳